# 유기 발광 다이오드

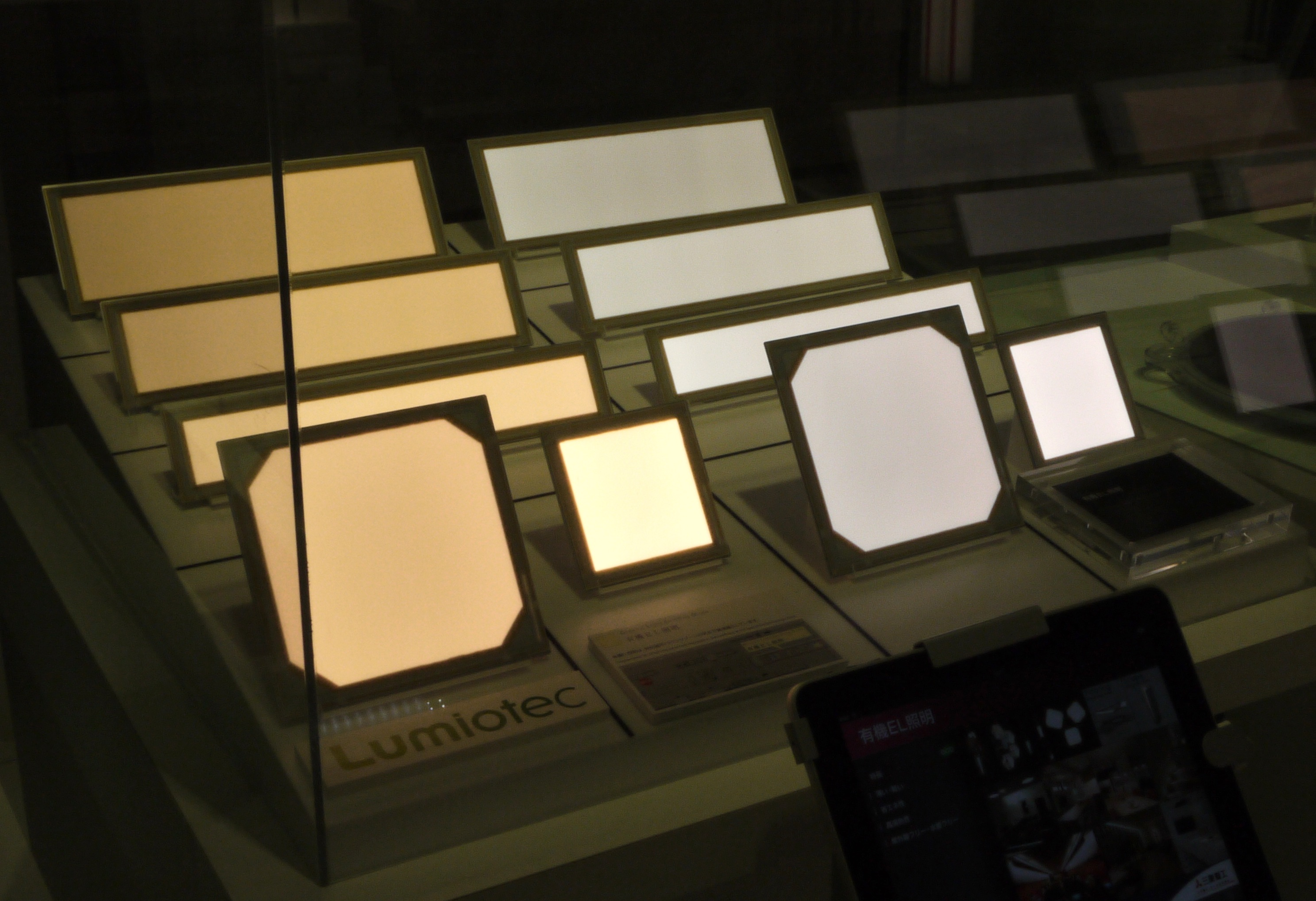
프로토타입 OLED 발광 패널

유기 발광 다이오드(organic light-emitting diode, OLED)는 빛을 내는 층이 전류에 반응하여 빛을 발산하는 유기 화합물의 필름으로 이루어진 박막 발광 다이오드(LED)이다.

## 역사
프랑스 낭시 대학교의 앙드레 베르나노스와 동업자들은 1950년대 초에 유기 물질의 전기발광을 처음 발견하였다. 이들은 공기 속 높은 교류전압을 셀룰로스나 셀로판 박막 필름에 용착되거나 용해된 아크리딘 오렌지와 같은 물질에 적용하였다. 이렇게 제안된 매커니즘은 염료 분자의 직접 여기(勵起) 또는 전자의 여기이다.
1960년 뉴욕 대학교에서 마틴 사용되고 있는 OLED 적층기능분리형 디바이스 발광소자이다.

## 발광 원리

이중층 OLED의 도식: 1. 음극 (−), 2. 발광층, 3. 광선의 발산, 4. 도전층, 5. 양극 (+)

음극과 양극에 전압을 걸면 각각의 극에서 전자와 양공을 주입한다. 주입된 전자와 정공이 각각의 전자수송층, 정공수송층을 통과해 발광층에서 결합한다.
결합에 의한 에너지로 발광층의 발광재료가 들뜬 상태가 된다. 들뜬 상태에서 다시 기저상태로 돌아갈 때에 빛을 발생한다. 들뜬 상태(일중항)에서 그대로 기저상태로 돌아가는 발광이 형광이며, 일중항 상태에서 다소 에너지 준위가 낮은 삼중항 상태를 경유해 기저상태에 돌아갈 때의 발광을 이용하면 인광(燐光)이다. 들뜬 상태가 돼도 빛으로 잘 이용하지 못하는 에너지는 방사되지 않고 불활성화한다.
음극에는 알루미늄과 은・마그네슘 합금, 칼슘 등의 금속박막을, 양극에는 ITO(Indium Tin Oxide)이라고 불리는 산화 인듐 주석 등의 투명한 금속박막을 사용한다. 발생한 빛은 반사면에 반사되고 투명 전극과 기판(유리판과 플라스틱판 등)을 투과한다.

## 분류 및 특징
제어 방식에 따라 PM OLED(Passive Matrix -, 수동형 유기 발광 다이오드)와 AM OLED(Active Matrix -, 능동형 유기 발광 다이오드, '에이엠 오엘이디'라 읽는 것이 맞으나, 이를 활용한 삼성의 자사 제품 광고에서 "아몰레드"로 홍보하면서 이러한 이름으로 더 잘 알려져 있다.)로 나뉘며, 발광 방식과 유기물 등에 따라 다시 구분된다.
OLED 픽셀은 직접 빛을 내기 때문에 백라이트가 필요 없으며, 빛의 표현 범위가 LCD보다 더 넓으며 검정 수준이 뛰어나다. 또한 LCD에 비교하여 1000배 빠른 응답 속도(소자의 경우만 그렇고, 실제로는 회로의 RC delay로 인하여 큰 차이는 없다.)를 가지고 있으며 휠 수도 있다.

## 색을 표현하는 방식
OLED 디스플레이로 색을 표현하는 방식에는 3색 방식, 변환 방식, 컬러 필터 방식의 3종류가 있다.
3색 방식
적색, 녹색, 청색의 발광층을 상용하는 방식이다. 색의 순도를 향상시키기 위해서 컬러 필터를 병용하는 방식도 있다.
변환 방식
청색 발광층을 준비, 그 발광의 일부를 색 변환층을 통과시켜 적색, 녹색을 얻는 방식이다. 파장이 짧은 색으로의 색 변환은 어려우며, 청색 재료의 개발도 다른 적, 녹색에 비해서 어렵고 재료도 불충분하다. 때문에 청색LED에 희토류 복합체 등의 색 변환 재료를 조합한 흰색 조명의 개발도 이루어지고 있다.
컬러 필터 방식
흰색 발광층을 준비, 컬러 필터를 통과시켜 적, 녹, 청색을 얻는 방식

## 기업 동향

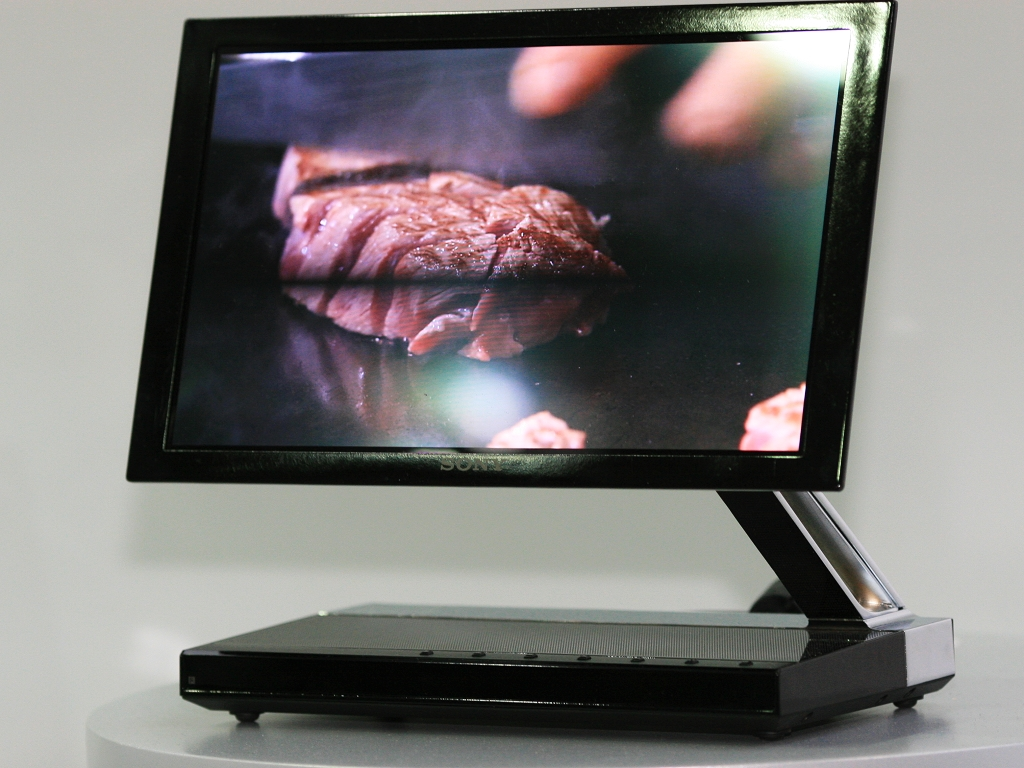
소니 XEL-1은 세계 최초의 OLED TV이다. (전면)

소니는 2007년에 최초로 OLED TV를 출시했으나 소량 생산에 그치고 후속 모델에 양산에는 이르지 못하였다가 2012년 초에는 OLED TV 사업에서 잠정적으로 철수하였다. 소니는 CES 2020에서 AG9의 48인치 버전도 공개하였으며 이는 XEL-1 이후로 가장 작은 OLED TV이다.
2010년, 삼성디스플레이가 세계 AM OLED의 98%를 생산한다. LG전자는 2009년에 미국 코닥의 OLED 사업을 인수하면서 OLED TV를 주력 상품으로 양산하고 있다.
그동안 Fast-follower를 자임해왔던 한국의 IT기업들이 마땅히 '블루오션' 시장을 찾지 못한 상황에서, OLED 시장 개화는 오래전부터 중국의 거센 추격에서 자유로울 수 없는 LCD 시장이라는 '레드오션'에 대한 출구전략이었을지도 모른다. 이러한 측면에서 OLED 시장은 LCD를 완전히 대체할 수는 없지만, 일정한 수요를 OLED로 전환시킴으로써 3~5년 정도의 경쟁우위를 누리는 정도의 '차별화'는 가능할 수 있다. 즉, OLED는 디스플레이 산업의 진정한 '블루오션' 기술을 개척하기 위한 '교차로'라고 볼 수 있는 셈이다.

## 특허・권리 등의 이동 동향
세계 각 기업이 기술개발투자 의욕을 잃고 OLED 디스플레이 제품화에서 순차적으로 철수하고 있는 가운데 이용권의 양도가 이루어졌다. '다우 케미컬의 유기재료와 3M과 NEC의 레이저 전사 등, 각각의 기술과 지적재산권의 일부'는 삼성 그룹에, '코닥의 기술과 지적재산의 이용권'은 2010년에 LG그룹에 이용권이 양도되었다.
2009년 6월에는 LG가 이데미츠코우산(일본어: 出光興産)과 전략 제휴를 하면서, 이데미츠 사로부터 고성능 OLED(유기EL)재료를 제공받게 되었고, 디바이스 구성 제안도 받아들이게 되었다.
2011년 7월에는 도쿄공업대학과 과학기술진흥기구가 가지고 있던 IGZO 박막 반도체(산화물 반도체)의 특허를 삼성이 라이선스 취득했다.

## 관련 기술
- 소형 분자
- AMOLED
- PLED
- POLED
- TOLED
- SOLED
- IOLED
- SEOLED

## 같이 보기
- FED
- SED
- PMOLED
- AMOLED
- IGZO